# بيني بيغن
زئيف بنيامين «بيني» بيغن (بالعبرية: זאב בנימין "בני" בגין، من مواليد 1 مارس 1943) هو جيولوجي وسياسي إسرائيلي وعضو الكنيست عن حزب الليكود وهو نجل رئيس الوزراء السابق لإسرائيل مناحيم بيغن.

## روابط خارجية
- بيني بيغن على موقع مونزينجر (الألمانية)

- بيني بيغن على الموقع الإلكتروني للكنيست